# Neomixis tenella
Il jery del nord (Neomixis tenella (Hartlaub, 1866)) è un uccello della famiglia Cisticolidae, endemico del Madagascar.

## Tassonomia
Sono state descritte 4 sottospecie:
- Neomixis tenella tenella (Hartlaub, 1866)
- Neomixis tenella decaryi (Delacour, 1931)
- Neomixis tenella orientalis (Delacour, 1931)
- Neomixis tenella debilis (Delacour, 1931)